# Islote de Keller
El islote de Keller (del francés: Île de Keller) es una pequeña roca, territorio francés. Tiene aproximadamente 500 m² de superficie y está situada al norte de la isla de Ouessant. La separa de Ouessant un canal (Penn ar Ru Meur) de 200 metros de anchura, atravesado por violentas corrientes.
- Datos: Q3593379
- Multimedia: Île de Keller / Q3593379